# Wankum (Wachtendonk)

Lage Wankums in Wachtendonk

Wankum ist eine Ortschaft der Gemeinde Wachtendonk im Kreis Kleve in Nordrhein-Westfalen. Bis 1969 war Wankum eine eigenständige Gemeinde im damaligen Kreis Geldern.

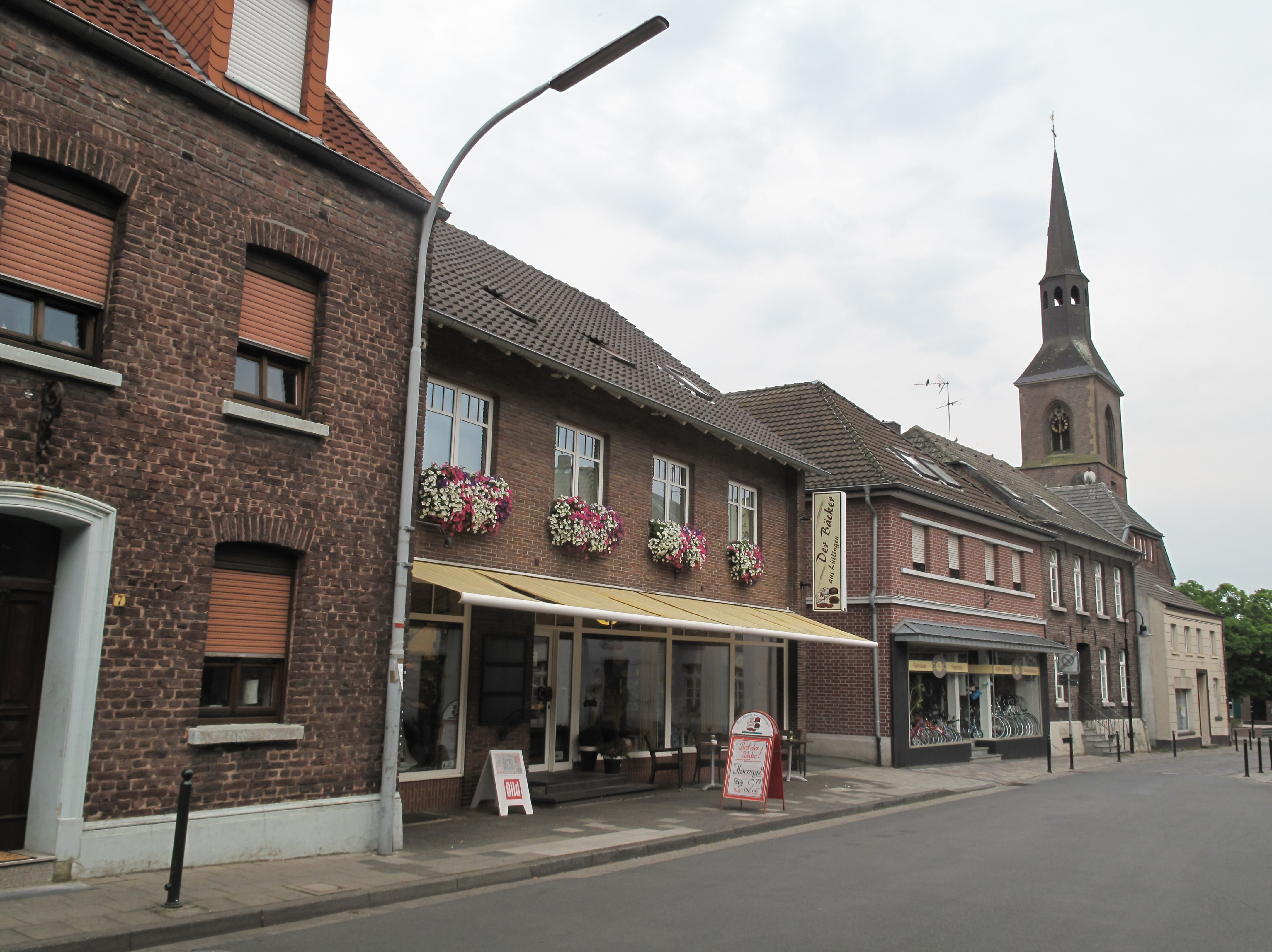
Ortskern von Wankum mit der St.-Martin-Kirche

## Geographie
Die Ortschaft Wankum umfasst die südwestliche Hälfte des Gemeindegebiets von Wachtendonk. Neben dem eigentlichen Dorf Wankum gehören auch die Ansiedlungen Aerbeck, Harzbeck, Langdorf, Müllem und Vorst zur Ortschaft. Im Süden bildet die Nette die natürliche Grenze der Ortschaft zur Stadt Nettetal und zur Gemeinde Grefrath im Kreis Viersen. Im Südwesten der Ortschaft liegt das Naturschutzgebiet Wankumer Heide, der Badesee Blaue Lagune und die Ortschaft Herongen.

## Geschichte
Wankum wurde erstmals in einer Urkunde zum Wankumer Landfrieden vom 28. August 1279 als Wanchheim erwähnt. Der Ortsname leitet sich von dem fränkischen Wankheim ab (Heim in den Wiesen und Weiden).
Von 1798 bis 1814 stand Wankum unter französischer Herrschaft. In dieser Zeit wurde nach französischem Vorbild die Mairie  Wankum gebildet, die zum Kanton Wankum im Arrondissement Kleve des Rur-Departements gehörte. Nachdem 1814 der gesamte Niederrhein auf dem Wiener Kongress dem Königreich Preußen zugeschlagen wurde, kam die Bürgermeisterei 1816 zum neuen Kreis Geldern im Regierungsbezirk Düsseldorf. Aus der Mairie Wankum der Franzosenzeit wurde die preußische Bürgermeisterei Wankum. Aus der Bürgermeisterei Wankum, die sich in die beiden Landgemeinden Wankum und Herongen gliederte, wurde 1928 das Amt Wankum, welches am 1. April 1939 aufgelöst wurde. Die Gemeinden Wachtendonk, Wankum und Herongen bildeten seitdem bis 1951 das Amt Wachtendonk.
Am 1. Juli 1969 wurde Wankum durch das Gesetz zur Neugliederung des Landkreises Geldern Teil der Gemeinde Wachtendonk.

## Einwohnerentwicklung
| Jahr | Einwohner | Quelle |
| ---- | --------- | ------ |
| 1832 | 1454      | [ 8 ]  |
| 1861 | 1434      | [ 9 ]  |
| 1871 | 1546      | [ 10 ] |
| 1885 | 1685      | [ 11 ] |
| 1910 | 1678      | [ 12 ] |
| 1925 | 1744      | [ 13 ] |
| 1939 | 1902      | [ 14 ] |
| 2015 | 2796      | [ 1 ]  |

## Baudenkmäler
Neben dem Haus Langenfeld, einem ehemaligen Rittergut, stehen zahlreiche Wohnhäuser in Wankum unter Denkmalschutz.

## Kultur
Ein Träger des örtlichen Brauchtums ist die Vereinigte St. Johannes- & St. Martini-Schützenbruderschaft 1532 Wankum.

## Verkehr
Wankum ist über die Anschlussstelle Wankum an die Bundesautobahn 40 angeschlossen.